# 印度商业代孕
商业代孕在印度是合法的。由于国际市场的需求，以及拥有医疗设施及代孕者的條件，刺激了印度代孕产业的发展。 代孕母亲根据协议获得医疗，营养及全面健康护理。印度代孕機構提供的成本相對較低且易於獲取。過程為診所向有需求者收取 10,000 至 28,000 美元的全套費用，包括受精、代孕費用和醫院分娩費用。 若加上機票、醫療程序和飯店費用，總開銷會是在英國同等服務的1/3，美國的1/5。代孕母親同時會獲得醫療、營養和整體保健。
印度政府2002 年提出了印度 ART 診所認證、監督和監管國家指南草案，其中提到了商業代孕安排，並且於 2005 年批准了這些指南 。 在2015年禁止商業代孕之前，印度是代孕的熱門目的地。印度代孕的經濟規模尚不清楚，聯合國於2012年7月進行的一項研究預估，該業務每年超過4億美元，印度擁有超過3,000家生育診所。
2013年，印度政府禁止外國同性戀夫婦和單親代孕。 2015年，印度政府禁止商業代孕，並將進口胚胎限制於為研究目的。 此後不久，2016 年，印度議會下院提出並通過了一項代孕管制法案，提議僅允許結婚至少五年且患有不孕問題的印度異性夫婦獲得利他或代孕服務，從而進一步禁止商業代孕，然而後來由於議會會議無限期休會，2016 年法案失效。 該法案於 2019 年重新提出並由人民院（Lok Sabha）通過。 該法案需要獲得印度議會上院 Rajya Sabha 的通過並獲得總統的同意才能成為一項法案並成為法律。

## 发展历程
在1990年代，来自旁遮普邦的尼玛拉·德维为帮助残疾的丈夫，在报纸上刊登广告，称愿意“出租子宫”，引起社会广泛讨论。但也因此代孕为人所熟悉，代孕经济逐渐发展起来，随着印度生殖医学发展，已包括代孕及卵子捐赠等方面。越来越多的年轻女性加入这一行业来获取经济收入，医院开始刊登广告招募代孕者。根据2006年的报道，印度社会仍对此事持保守态度，代孕者往往会在代孕期间搬到其他地方居住，直到生育以后。

## 法律
2002年起，商业性代孕属于合法行为。印度到2009年还没有相关法律来规范生育产业，只有国家医学研究委员会颁布的指导意见。

### 代孕者要求
2008年的法律草案规定，代孕者不能同时是卵子捐赠者，但是可以是专门从事代孕的妇女或者是不育者的亲戚。

### 对外国人的要求
外国人到印度代孕需要出具书面证明，确保有能力将孩子带回自己的国家。

## 收入
据广州日报报道，印度代孕产业年收入在2011年接近3亿英镑。而根据2009年南都周刊及2012年华商报的报道，其年产值达到120亿美元。印度平均代孕成本为1.2万美元，比较来说，美国平均成本为7万美元。低成本和良好的服务让印度成为全球的代孕中心。在印度很容易看到寻找代孕的广告。

## 服务介绍

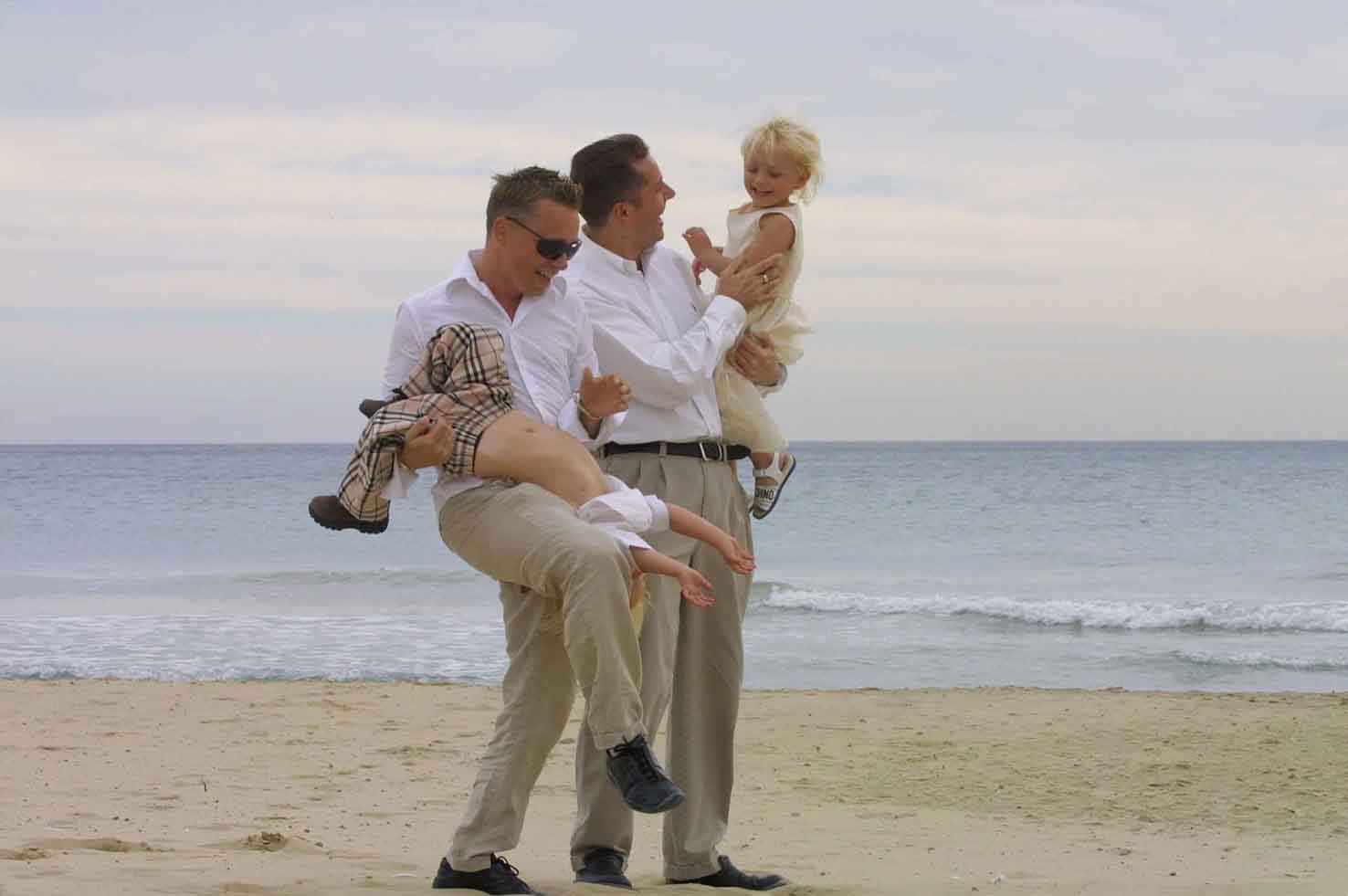
Drewitt-Barlow一家在海滩

### 设施
印度拥有超过100家的医院和诊所处理不孕问题，很多位于孟买、新德里和加尔格达等主要城市。

### 卵子来源
根据英国每日邮报的David Jones对代孕行业的调查，以美国为例，一些代孕相关公司会通过检查，确保卵子没有遗传病等。之后让准父母通过网站从捐卵者的照片中筛选卵子捐赠者。东欧，包括乌克兰、立陶宛和白俄罗斯等东欧国家一些生活艰难的女性通过出售卵子维生。由于东欧代孕诊所及服务较少，卵子也不宜冷冻和运输，需乘飞机到加州或波士顿，再注射麻醉药做手术拿取卵子。印度当地同样有卵子出售的情况。

### 精子来源
美国提供捐精服务，女同性恋夫妇或丈夫不育也可使用。

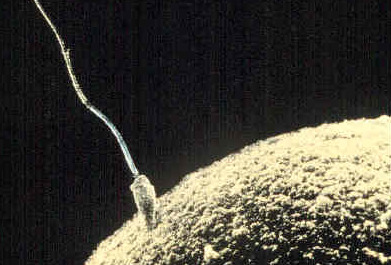
受精过程

### 胚胎形成
有企业为客人提供寻找特定类型的卵子或精子并受孕的服务。由于相对卵子，精子保存期长，可以冷冻运输，因此精子能单独被运到美国用于为卵子受精。胚胎被冷冻在零下196摄氏度的液化氮中，然后从美国运到印度德里和孟买，在那里胚胎被植入代孕母亲体内。

### 代孕流程
一般情况下，外国人首先通过网站找到相关诊所，提出要求；诊所联系并选择代孕母亲；将候选者资料提供给客户；客户选择最佳代孕人选；诊所负责和选择的代孕母亲签订相关合同；客户提供胚胎或受精卵；植入胚胎或受精卵（在印度，植入受精卵的数量最多可达5个）；诊所代为照顾代孕母亲，为代孕者提供资讯和健康服务；婴儿出生后，客户前往诊所领取婴儿。

## 代孕的讨论

### 代孕者健康
印度是世界上产妇死亡率最高的国家，这和印度代孕产业的发展不无关系。印度国家研究所主任、生殖健康专家普里表示：“每一个怀孕以及孩子出生的案例都伴随着一些健康风险，我们绝对不能将代孕当成一种贸易。”
医生对代孕的情况看法有所不同，如专家鲁帕科认为，医生很少为代孕者提供良好、道德的服务，这将影响代孕行业的发展；而为国外代孕委托人寻找代孕者的医生则认为医生会主动防止剥削代孕者，并且会提高服务质量。代孕和器官出售不同，不会失去任何器官，只包括怀孕和分娩过程。
为了避免生产时有并发症，通常代孕者会被安排在预产期前进行剖腹产。

### 社会歧视
2006年，帕蒂尔医生组织了代孕者的蒙面游行，呼吁社会用平常心来看待代孕业。她同时表示，希望能看到代孕者摘下蒙面的围巾的一天，公开从事这项工作。

### 立法问题
印度医药研究理事会在2006年表示，他们准备在未来几个月内制定与代孕有关的法律细则，包括代孕者所应享有的权益等都将被列入考虑范围之内。印度律师阿加瓦尔在2008年曾表示，代孕是个很有争议的问题，有必要修订相关法律进行约束和管制。印度相关方面目前是采取约束的态度，只有国家医学研究委员会颁布的指导意见，国家医学研究委员会正向政府申请立法。

### 性别选择
选择婴儿性别在印度属于违法。

### 商业与道德
尽管代孕已经在印度迅速发展，但代孕妇女依然面临社会指责。对于印度代孕者来说，赚钱是从事代孕行业的最主要动力，但一些专家认为代孕还有“社会层面的问题”。妇科医生迪帕·卡比尔认为：“代孕妇女给她们的生活一个全新的含义。”很多批评者认为，富裕的外国人到印度来寻求代孕，是来“租”子宫，这是一种侮辱，也是潜在的剥削。

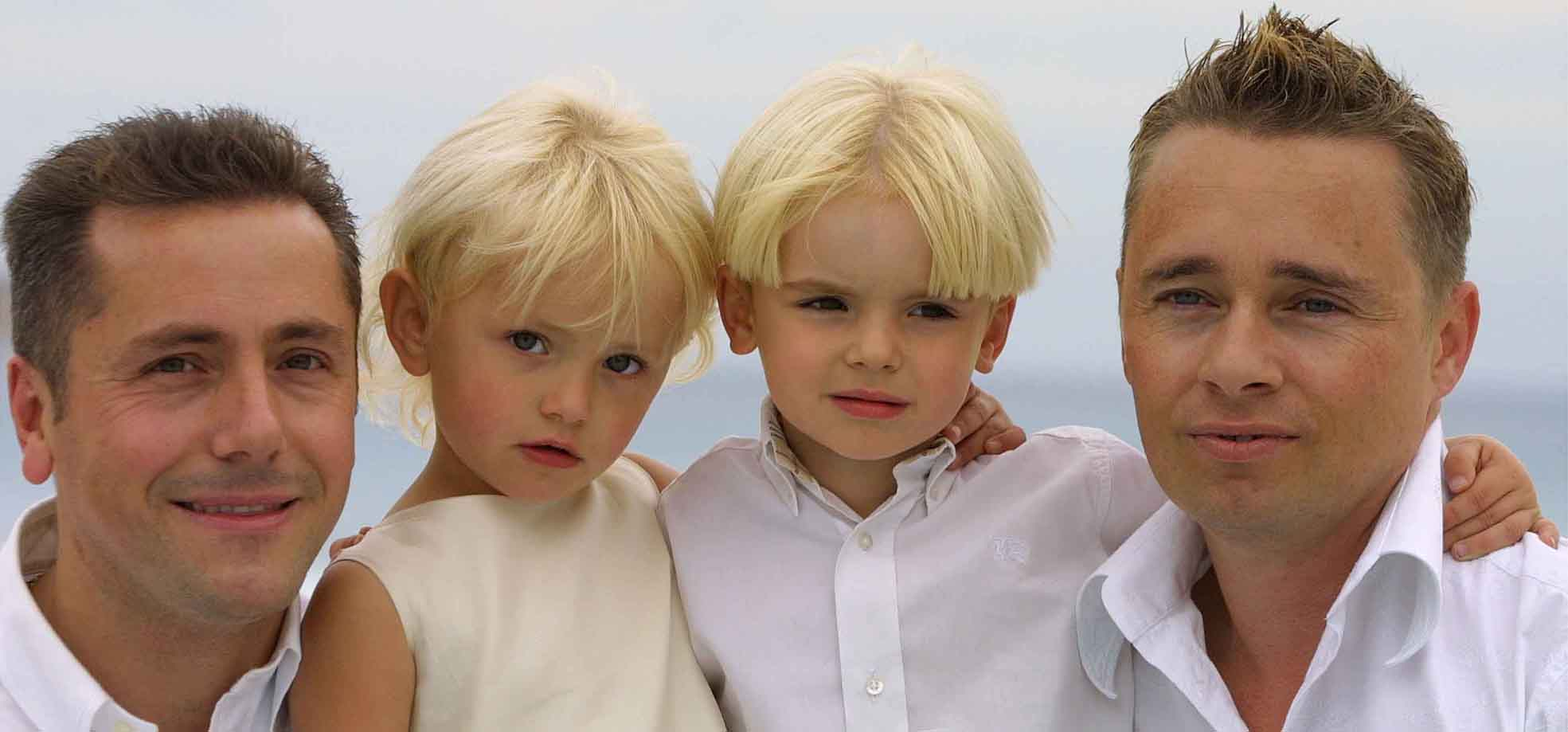
英国最早的同志家庭Drewitt-Barlow一家，曾使用代孕的方法

对于争议，寻找代孕者的客户，如鲍比认为来到印度代孕是纯粹的商业行为。其代孕成本是30000美元，为他代孕的妇女能得到7500美元。认为通过代孕，孩子能受到更好的教育，能有更好的前景。因此认为这不是在利用妇女，而是在帮助她们。

### 同性恋相关
根据2012年的报道，此时同性恋在印度仍是禁忌，代孕公司可能因此不会告诉代孕母亲，她可能是在替同性恋者怀孩子。

### 多余胚胎
代孕公司会销毁多出的胚胎。